# Víctor Oliva i Sala
Víctor Oliva i Sala   (Vilanova i la Geltrú, 26 d'octubre de 1884 - Sant Feliu de Codines, 29 d'agost de 1948) fou un impressor, editor i escriptor català, fill de Joan Oliva i Milà i Anna Sala Bordas.
Es casà amb Elvira Granell Bartomeu, neboda d'Antònia Bartomeu Baró, gran admiradora de l'escriptora Víctor Català. Aquesta dedicà una poesia a la petita Mª. Victòria Oliva Granell, que el seu pare incorporà al luxós record del dia de la celebració del seu naixement, 14 de novembre del 1919, que se celebrà el 14 de maig de 1920.
Des de ben jove treballà a la impremta del seu pare, juntament amb el seu germà Demetri. Estudià peritatge industrial i químic a l'Escola Industrial de Vilanova i història a la Universitat de Barcelona
Com a escriptor col·laborà en diverses revistes barcelonines, com ara Joventut, El Poble Català i Vell i nou entre d'altres. Publicà de manera habitual al Diario de Villanueva y Geltrú. El 1906 dirigí el setmanari Costa de Ponent i el 1914 fou un dels principals promotors de la revista literària Themis. Fou autor de la novel·la Eros-Christ (1908), Introducción al estudio del arte del alfabeto en Cataluña (1913) o Reseña histórico-descriptiva de Vilanueva y Geltrú y de la Biblioteca-Museo de Balaguer (1921).
Prengué part activa en diverses entitats i participà en el I Congrés Internacional de la Llengua Catalana de 1906.
A més de la tasca artística i cultura, fou un amant dels esports. Junt al seu germà fou l'introductor del futbol a Vilanova i la Geltrú el 1906, on jugava de porter. També col·laborà amb la premsa esportiva del moment, El Mundo Deportivo i Los Deportes.